# Coprinellus micaceus
Coprinellus micaceus (Bull.) Vilgalys, Hopple & Jacq. Johnson (2001)
Il Coprinellus micaceus è un fungo invernale-primaverile assai diffuso, anche nei parchi urbani.

È una specie che cresce con grande rapidità ed altrettanto rapidamente sparisce per via della carne esigua ed altamente deperibile (diventa deliquescente anche in meno di 24 ore).

## Descrizione della specie
Cappello
Prima cilindrico, poi campanulato espanso, con strie e fessure radiali, di colore da biancastro a giallastro, infine con sfumatura violacea.
È spesso ricoperto da granelli piuttosto fini, simili a granelli di zucchero.
Gambo
Bianco, cilindrico, liscio, vuoto.
Lamelle
Fitte, da bianche a nere deliquescenti non aderenti al gambo.
Carne

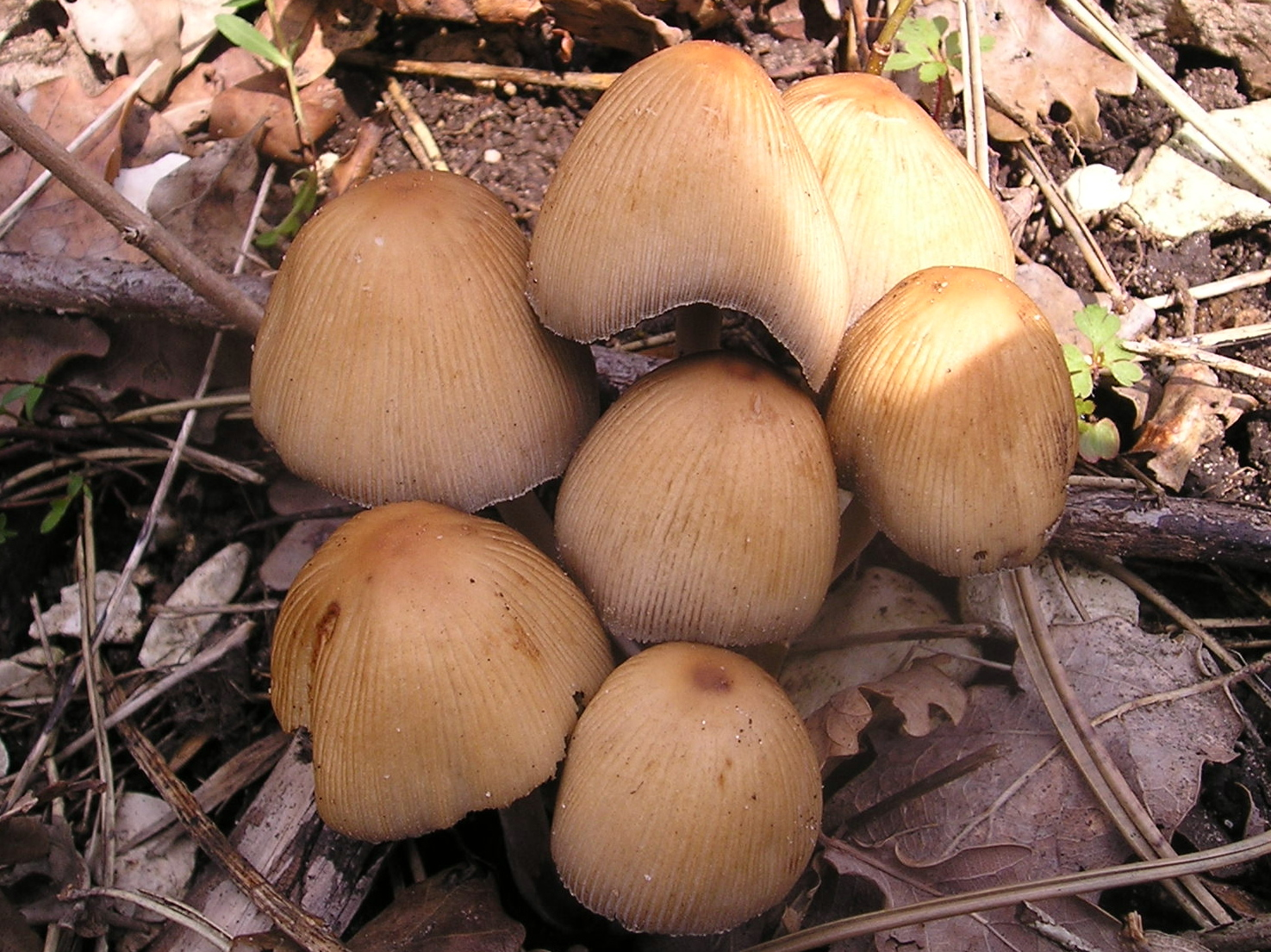

Sottile, biancastra, inodore, presto deliquescente come la maggior parte delle specie del genere Coprinus.
- Odore: nullo, a volte leggero di humus.
- Sapore: praticamente nullo.

Spore
Brune in massa.

## Habitat
Normalmente in grandi colonie alla base di alberi o in prossimità di ceppaie, anche più in alto su tronchi, anche nei parchi urbani, dalla primavera all'autunno.

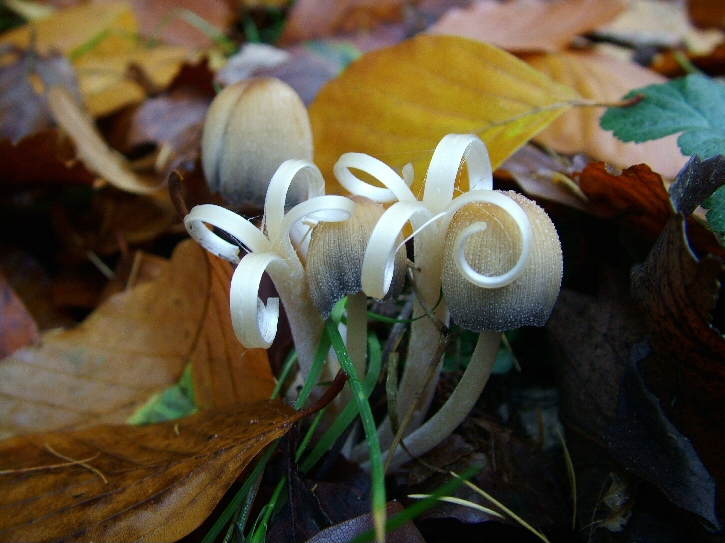
Alcuni gambi, privati del cappello, a volte si arricciano ed assumono una forma piuttosto curiosa...

## Commestibilità
Commestibilità non accertata, senza alcun valore alimentare.
Non è una specie tossica ma se viene consumata insieme a bevande alcoliche, si pensa che possa provocare disturbi visivi, palpitazioni, affanno, come buona parte delle specie appartenenti a questo genere (sindrome coprinica).

## Etimologia
Dal latino micare = scintillare, per il particolare rivestimento del cappello.

## Sinonimi o binomi obsoleti
- Agaricus congregatus sensu Sowerby [Col. Fig. Engl. Fung. Vol. 3, pl. 261 (1800)]; fide Checklist of Basidiomycota of Great Britain and Ireland (2005)
- Agaricus micaceus Bull., Herbier de la France 6: tab. 246 (1786)

## Galleria d'immagini

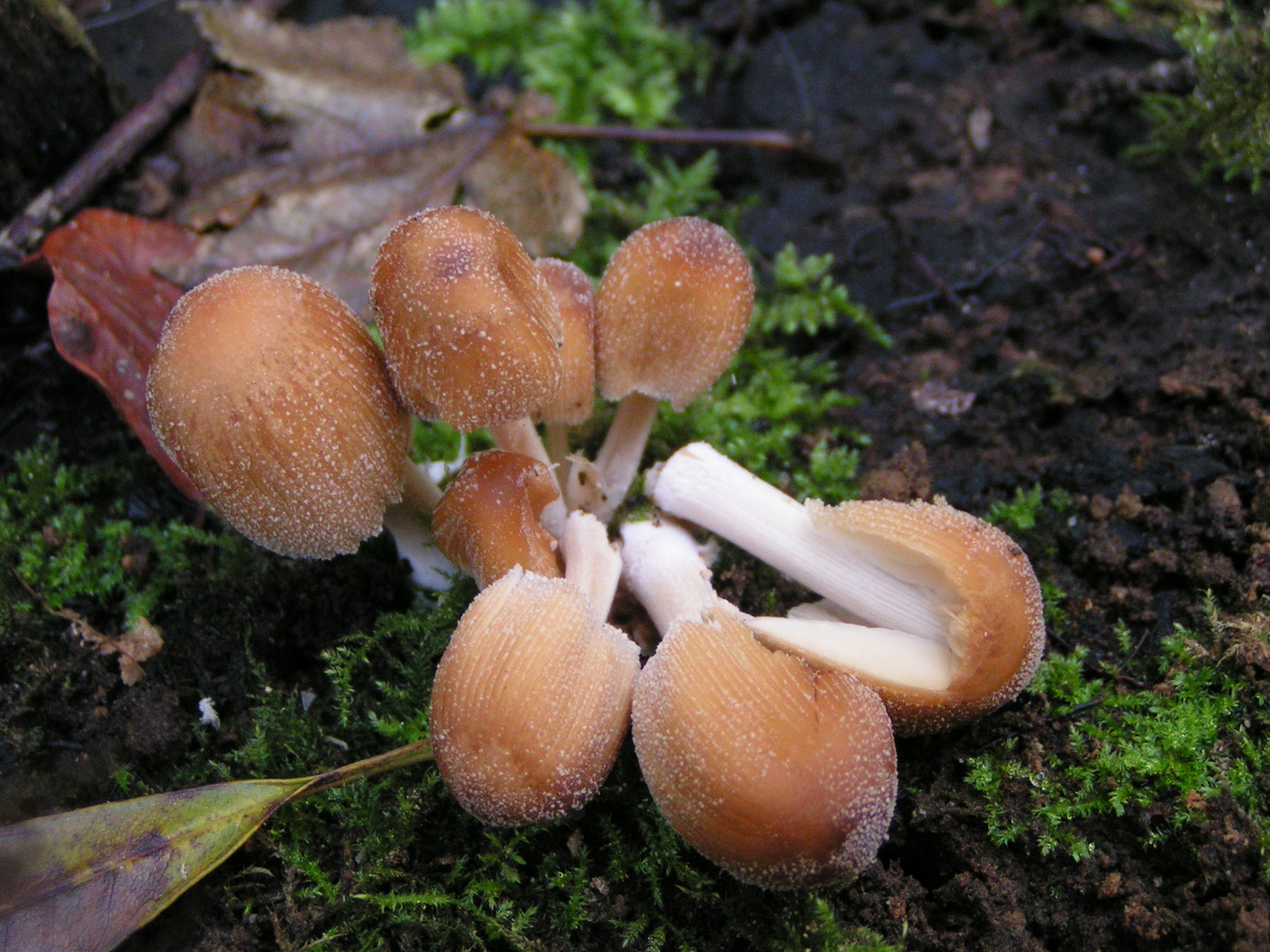
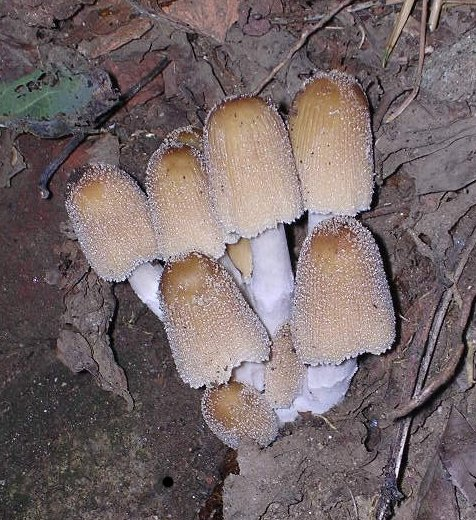
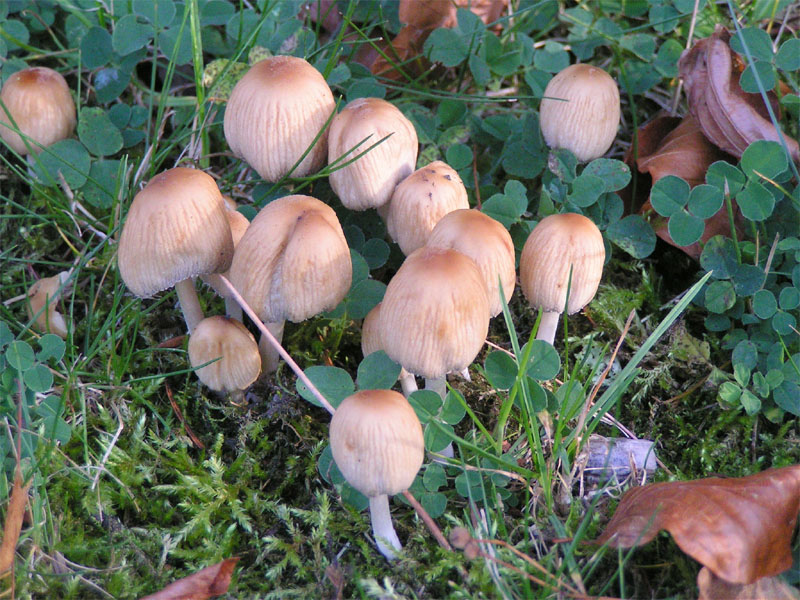
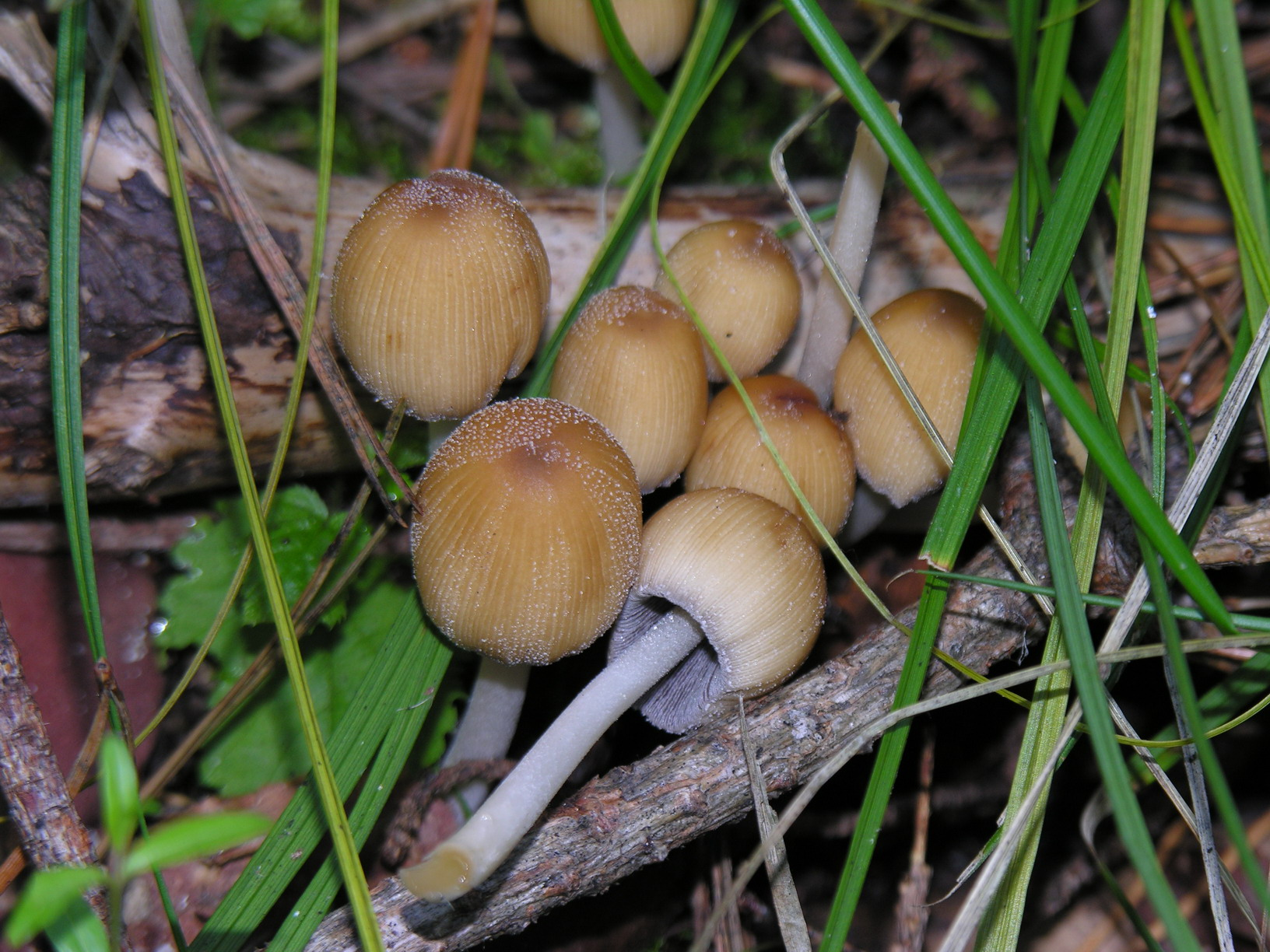